# Barefoot (film)
Barefoot to amerykański niezależny film fabularny z 2014 roku w reżyserii Andrew Fleminga. Remake niemieckiego filmu Leila i Nick (2005) Tila Schweigera. Opowiada historię nietypowej więzi, jaka połączyła hedonistycznego Jaya (w tej roli Scott Speedman) i pacjentkę szpitala psychiatrycznego Daisy (Evan Rachel Wood). 
Światowa premiera projektu odbyła się 2 lutego 2014 w trakcie Santa Barbara International Film Festival. Reżyser Andrew Fleming nominowany był wówczas do nagrody Panavision Spirit. 21 lutego 2014 nastąpiła premiera komercyjna filmu.

## Obsada
- Evan Rachel Wood − Daisy Kensington
- Scott Speedman − Jay Wheeler
- Treat Williams − pan Wheeler
- Kate Burton − pani Wheeler
- J.K. Simmons − dr Bertleman
- Marco St. John − pan Vincent
- Ian Nelson - Jerry Wheeler
- Brittney Barlow - Striptizerka
- Andrea Moore - Kate Benet
- Glen Warner - Kierowca ciężarówki
- Ashton Leigh - Młoda kobieta
- Ann Mckenzie - Pani Benet
- Marco St. John - Pan Vincent
- J. Omar Castro - Mały Earl
- Jaqueline Fleming - Pielęgniarka Margie

i inni.

## Nagrody i wyróżnienia
- 2014, Santa Barbara International Film Festival:
  - nominacja do nagrody Panavision Spirit, przyznawanej filmom niezależnym (wyróżniony: Andrew Fleming)[2]